# Louth, Lincolnshire
Louth är en stad och en civil parish i distriktet East Lindsey i Lincolnshire, England.
Bryggeriet Fugelstow Ales ligger i Louth.